# St. Nikolaus (Migdal haʿEmeq)
Die Kirche des Heiligen Nikolaus in Migdal haʿEmeq, Israel, ist eine griechisch-orthodoxe, in eigener Nomenklatur rum-orthodoxe Pfarrkirche. Das Gotteshaus und die zugehörige Parochie gehören zur Metropolie Nazareth, die orthodox-christliche Kirchengemeinden im östlichen Galiläa umfasst. Diese Metropolie ist eine kirchliche Jurisdiktion mit etwa 18.000 Getauften und ist suffragan zum Griechischen Patriarchat von Jerusalem. Die Rum-Orthodoxen bilden zahlenmäßig die zweitgrößte christliche Konfession Israels, wenn man die verschiedenen katholischen Gruppierungen (katholische Melkiten, Lateiner, Maroniten) zusammennimmt.

## Namen
Durch Kirchweihe ist das Gotteshaus dem Patrozinium des Heiligen Nikolaus von Myra gewidmet. In den Landessprachen bzw. bevorzugten Idiomen der Kirchgänger führt die Kirche folgende Namen. Sie heißt auf hebräisch כְּנֵסִיַּת נִיקוֹלָאוֹס הַקָּדוֹשׁ Knessijjat Nīqōlaʾōs haQadōsch, russisch Храм Святого Николая Chram Swjatogo Nikolaja, auf arabisch كَنِيْسَة الْقِدِّيس نِيقُولَاسُوس, DMG Kanīsat al-Qiddīs Nīqūlāws und in der Kirchensprache griechisch ῾Ιερός Ναός Ἁγίου Νικολάου Ierós Naós Agíou Nikoláou. Da es die einzige rum-orthodoxe Kirche am Ort ist, wird sie auf Hebräisch auch häufig schlicht als הַכְּנֵסִיָּה הַאוֹרְתּוֹדוֹכְּסִית HaKnessijjah haʾŌrtōdōksīt, deutsch ‚die orthodoxe Kirche‘ (bzw. arabisch ٱلْكَنِيْسَة الْأُرْثُوذُكْسُ, DMG al-Kanīsa al-ʾUrṯūḏuks) bezeichnet.

## Lage
Die Kirche steht etwa auf Höhe von 245 Metern über dem Meeresspiegel. Die Kirche liegt nördlich der alten Hauptstraße (שְׂדֵרוֹת הַבָּנִים Sderot haBanim, ) am nordöstlichen Rande des Parks Gan Oren im Viertel des einstigen al-Mudschaidils (المجيدل) am Rechov haGai 1–3 (רְחוֹב הַגַּיְא Rəchōv haGai) Ecke Rechōv Pnīnat haʿEmeq (רְחוֹב פְּנִינַת הָעֵמֶק). In letzterer Straße befindet sich gleich auf dem südöstlichen Nachbargrundstück die Polizeiwache Migdal haʿEmeq. An der südwestlichen Seite befindet sich ein umzäunter Basketballplatz. Zugang zum umfriedeten Kirchengrundstück besteht von Westen, erschlossen durch eine befestigten Parkweg, der den Rechōv haGai über den Gan Oren mit der Kikkar haSchoter (כִּכָּר הַשּׁוֹטֵר) an der Polizei verbindet.
Einige hundert Meter südlich der Nikolauskirche, fünf Gehminuten entfernt, befindet sich an der südlichen Seite der alten Hauptstraße Sderot haBanim 110 das Franziskanerinnnenkloster des Erzengels Gabriel.  Der Klosterkomplex aus mehreren Gebäude ist allseits von einer hohen Mauer umgeben und erstreckt sich über eine Fläche von gut zehn metrischen Dunam.

## Geschichte
In den 1880er gehörte das galiläische Dorf al-Mudschaidil zum Safad Kaza (arabisch قضاء صفد, DMG Qaḍāʾ Ṣafad ‚Qadi-Bezirk Zfat‘), selbst ein Teil des Sandschaks Safed, einem Sandschak (Osmanisches Reich) im Vilâyet Beirut, der Provinz des Osmanischen Reichs, die weite Teile des heutigen Libanons umfasste. Die Reislamisierung der Levante durch die Mamluken (Ende des 13. Jahrhunderts bis 1516 Herren der Levante) überstanden insbesondere in den Bergen des Libanons und Galiläas viele kleine Kirchengemeinden. Das Dorf al-Mudschaidil, das über die Zeit mehrheitlich von Muslimen bewohnt wurde, hatte gleich zwei Parochien, eine griechisch-orthodoxe (Eigennomenklatur: rum-orthodoxe) und eine römisch-katholische.
Seit den 1850er Jahren interessierten kirchlich engagierte russische Orthodoxe sich für orthodoxe arabische Christen, ihre Glaubensbrüder, und deren Situation im Osmanischen Reich. Die Kaiserliche Orthodoxe Palästina-Gesellschaft (IPPO) bezeichnete in christlicher Tradition das Heilige Land – wie ihr Name andeutet, genauso wie die meisten europäischen und nordamerikanischen Interessierten – mit dem heidnisch-römischen Begriff Palaestina (Palästina), den die Römer im Jahre 135 als neuen Landesnamen wählten, um Iudaea, auch namentlich als Usprungsland der eben zuvor unterworfenen aufständischen Juden, auszulöschen, wie viele Christen im 19. Jahrhundert die Jüdischkeit Jesu ausblendeten (wenn nicht gar negierten), auch indem sie seine Heimat nicht unter der thematischen Bezeichnung Judäa erforschen, sondern unter der anachronistischen Bezeichnung Palästina, das es zu Jesu Zeiten noch nicht einmal gab.
Als Großfürst Sergei Alexandrowitsch Romanow 1888 als Gründungspräsident der IPPO Teile der osmanischen Provinzen Mutesarriflik Jerusalem und Vilâyet Beirut bereiste, kam er auch nach Galiläa. Wie vielerorts in ihrem Ursprungsgebiet hatten Christen unter muslimischer Herrschaft keine oder baulich und / oder räumlich unzureichende Bethäuser, weshalb der Großfürst auf Besuch in al-Mudschaidil der orthodoxen Kirchengemeinde Geld spendete, sich ein adäquates Gotteshaus zu bauen. Der Bau der St. Nikolauskirche begann 1894 und wurde 1896 abgeschlossen. Patriarch Gerassimos I., bemüht um Dämpfung des russischen Einflusses, öffnete die Kirche auch Christen anderer Konfessionen. Sein Nachfolger Patriarch Damianos I. von Jerusalem stellte sicher, dass das Kirchengebäude als Dorfschule bereitstand, zu einer Zeit als kaum galiläische Kinder zur Schule gehen konnten. Die Kapelle des Franziskanerinnenkonvents Erzengel Gabriel am Ort wurde erst 1903/1904 erbaut.
Der osmanische Versuch im Ersten Weltkrieg auf Seiten der Mittelmächte, den Suezkanal zu blockieren, um so die Verbindungen zwischen den Teilen des Britischen Imperiums auf weite Umwege zu zwingen und im Falle eines Sieges das bis 1882 osmanische Chedivat Ägypten dem britischen Einfluss wieder zu entreißen, endete schließlich mit der Niederlage und Auflösung des Osmanischen Reiches. Den osmanisch eröffneten Sinaifeldzug trieben siegreiche Gegenvorstöße der Egyptian Expeditionary Force der Triple Entente vom ägyptischen Sinai immer weiter nordostwärts über die osmanische Grenze ins Mutesarriflik Jerusalem, das westliche Pilger, Theologen, Historiker und Geographen als Teil Palästinas ansahen. Das britische Militär spiegelte die europäische Fremdbezeichnung des Heiligen Landes als Palästina im Begriff Palästinafront für die levantinische Frontlinie zwischen Entente und Mittelmächten, entsprechend nutzt auch die Militärhistoriographie den Begriff, obwohl es keine osmanische Verwaltungseinheit dieses Namens und dieser territorialen Fassung gab.
Bis September 1918 waren die Kampfhandlungen fern al-Mudschaidils, doch waren die Folgen des Krieges zu spüren. Männer wurden für den Kriegsdienst in der Osmanischen Armee gezogen, Lebensmittel und Zugtiere requiriert, teils entschädigt durch die per Notenpresse inflationierte osmanische Währung. Die Menschen hatten mit Mangel und Hunger zu kämpfen, wenn auch nicht politisch extra verschärft wie die Hungersnot im nahen Libanongebirge, wo die Hohe Pforte christliche Minderheiten durch Hunger vernichten ließ. Als feindliche Ausländer hatten die russischen Staatsangehörigen einschließlich der Vertreter der IPPO osmanisches Staatsgebiet verlassen müssen und da das Russische Reich vor Ende des Krieges unterging, weite Teile seines Gebiets dann zur neuen kommunistischen Sowjetunion wurden, wo dann die IPPO, wie so viele russisch-orthodoxe Organisationen in kommunistischer Religionsfeindlichkeit zerschlagen wurden, riss die Verbindung zwischen orthodoxen arabischen Christen und russisch-orthodoxen Wohltätigkeitsorganisationen, die der sowjetische Regierungsapparat praktisch vernichtete, ab.

### Die Kirche zur Mandatszeit
Im Ersten Weltkrieg eroberte die britische Egyptian Expeditionary Force (EEC) auf Seiten der Triple Entente unterstützt von Militär aus Australien, Britisch-Indien und Neuseeland 1915 bis 1918 zunächst das Mutesarriflik Jerusalem, dann ab September 1918 auch den südlichen Teil des Vilâyets Beirut, nämlich Galiläa. Ihren Vorstellungen entsprechend teilten Briten und Franzosen die Levante neu auf und gliederten 1918 die südlichen zwei Drittel Galiläas vom osmanischen Libanon um in die Occupied Enemy Territory Administration South (OETA South), die dann 1920/1922 als Völkerbundsmandat für Palästina auch amtlich diesen antijudaistisch-christlichen Namen erhielt.
Laut Zensus von 1922 lebten etwa 150 Griechisch-Orthodoxe in al-Mudschaidil, neben mehr als 40 anderen Christen und 817 Muslimen, zusammen 1.009 Menschen am Ort. Die stabile Wirtschaftsentwicklung Palästinas zur Mandatszeit ermöglichte erstmals den Bau einer Moschee, der Moschee al-Huda (مَسْجِدُ الْهُدَىٰ, DMG Masǧid al-Huda), erbaut 1930 mit modernem Wassersammelsystem, dass Regen vom Dach in eine Zisterne leitete, und die Einrichtung von Schulen, segregiert nach Geschlechtern. Gemäß dem Zensus 1931 war die Einwohnerzahl auf 1.241 angewachsen, davon 1.044 Muslime und 197 Christen, deren Zahl kaum gewachsen war. Bis Juli 1948 war in der Kirche reges kirchliches Leben.

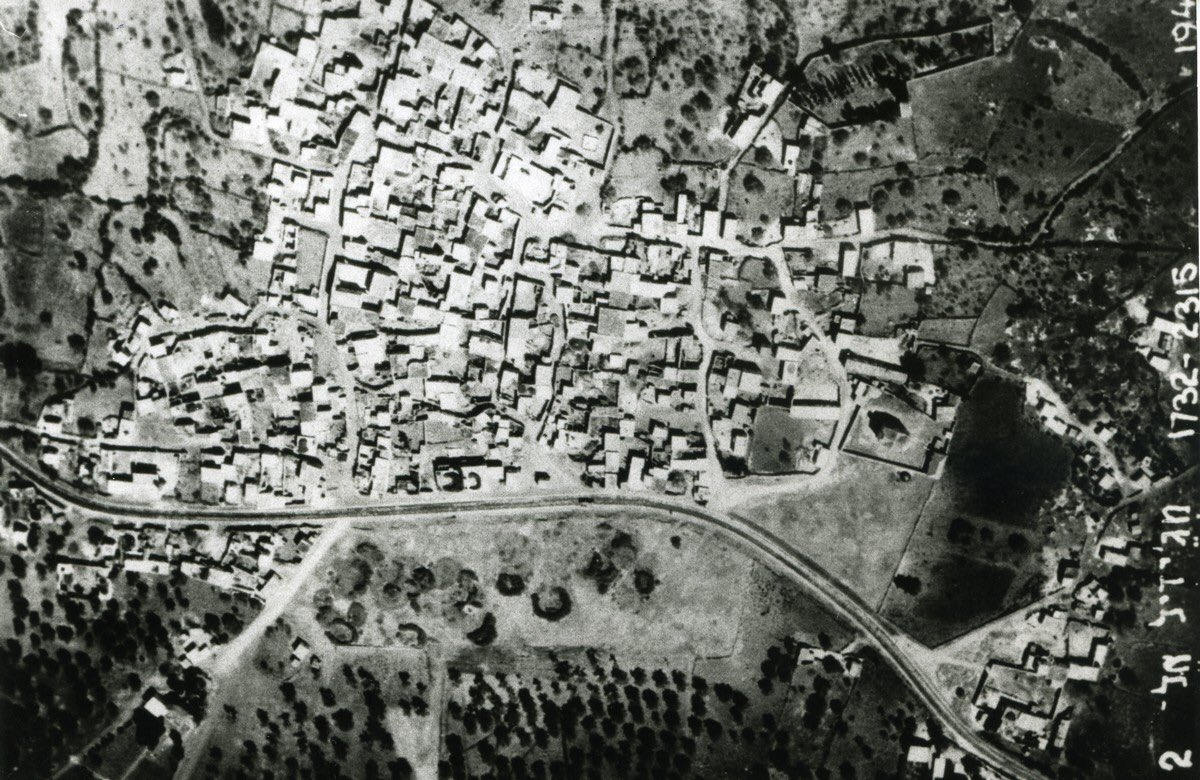
Luftbild al-Mudschaidils mit Nikolauskirche weitläufig ummauert am rechten Rand des Dorfes, 1949

Die arabischen Führer im Lande, wie die mit ihnen verbündeten arabischen Nachbarstaaten, lehnten die von der UNO im November 1947 vorgeschlagene Teilung des Mandatsgebiets ab, vereinbarten aber auch keine andere Aufteilung des Landes, sondern setzten allein auf ihr Waffenglück bei der territorialen Regelung. Gleich am 15. Mai 1948, am Tag nach Gründung Israels, rückten die Armeen der Nachbarländer ein, um den Krieg um Israels Unabhängigkeit zu eröffnen. Das ausbleibende Waffenglück beließ den arabischen Kämpfern Palästinas und ihren Verbündeten am Ende 22 % des Mandatsgebiets. Al-Mudschaidil kam an Israel.
Bewohner al-Mudschaidils standen bei Israelis im Verdacht mit der Armee des heiligen Krieges unter dem wehrmachtgeschulten Libanesen Fawzi al-Qawuqǧi zusammenzuarbeiten. Die israelischen Nachrichtendienste lieferten den kämpfenden israelischen Einheiten je Bulletins über die Orte, denen sie sich näherten, bezüglich eingetretener Ereignisse und des bisherigen Verhaltens der Einwohner gegenüber jüdischen Palästinensern, damit sie einschätzen könnten, ob sie eher mit friedlicher Haltung oder feindlich-gewalttätiger Handlung rechnen müssen. Das Bulletin zu al-Mudschaidil enthielt die Sache des vermissten Soldaten Menachem Goldstein, Motorradkurier und Verbindungsoffizier der Golani-Brigade, der am 28. Juni 1948 während einer seiner Missionen vom Hauptquartier aus auf der Landstraße (heute ) zwischen Sarid und Ginneigar verschwunden war.
Am 15. Juli 1948, im Zuge der Operation Deqel, drang das 13. Bataillon der Golani-Brigade in al-Mudschaidil ein und nahm es ohne nennenswerten Widerstand ein, denn es war weithin menschenleer. Die meisten Bewohner waren ins nahe Yafa al-Nasiriyya und weiter nach Nazareth geflohen. Wie sich erwies, flohen sie wohl in Erwartung von gefährlichen Unannehmlichkeiten. Israelische Truppen fanden Goldsteins Leiche am 21. Juli in einer Grube in der Umgebung und erfuhren bei Befragungen arabischer Kriegsgefangener und Bewohner al-Mudschaidils, dass er durch eine von Milizionären aus al-Mudschaidil gelegten Mine schwer verletzt worden war. Die Milizionäre hatten ihn ins Dorf geschleppt, wo sie ihn unter schwerer Folter ermordet hatten. Die Armee zerstörte die Häuser des Dorfes, mit Ausnahme der Kirchen, der Moschee, der Friedhöfe und vielleicht einiger anderer Gebäude, die ehemaligen Bewohner wurden daran gehindert, zurückzukehren. In die Archive neuer Gemeinden, wie jenes des 1953 gegründeten Migdal haʿEmeqs, gelangte so gut wie nichts der archivalischen Überlieferung der Kirchen.
Mehr als die Hälfte der Einwohner flohen später weiter in den Libanon, nach Syrien und ins Westjordanland, das dann 1950 Teil Jordaniens wurde. Dort wurden die Flüchtlinge als Jordanier gleichberechtigte Bürger, nicht aber in anderen arabischen Bruderländern, wie Libanon oder Syrien, wo Palästina-Flüchtlinge als Staatenlose in prekären Umständen belassen wurden. Zur gleichen Zeit pressten arabische Staaten ihre jüdischen Staatsbürger zur Ausreise oder vertrieben sie, doch ihr zurückgelassenes Vermögen erhielten nicht Flüchtlinge aus Palästina, sondern zog der jeweilige Fiskus der Staaten ein.

### Die Kirche seit 1948
Christen aus al-Mudschaidil blieben meist als Binnenflüchtlinge in Nazareth, über die Landstraße (, ) nur sieben Kilometer weiter östlich und fanden Aufnahme bei Verwandten und Freunden, auf Terrassen christlicher Klöster und anderer religiöser Einrichtungen oder sogar in Kinos und öffentlichen Sälen Nazareths. Alles von Flüchtlingen und Vertriebenen zurückgelassene Vermögen übernahm der israelische staatliche Treuhänder über das zurückgelassene Vermögen. Mit dem Gesetz über die Habe Abwesender, das die Knesset am 20. März 1950 beschloss, wurden jene Araber, die während der bewaffneten Konflikte ihre Häuser und gegebenenfalls Ländereien verlassen hatten, entschädigungslos enteignet, einerlei wo die Abwesenden waren.
Binnenflüchtlinge konnten nur besuchsweise an ihre alten Wohnorte zurückzukehren. Die Palästina-Flüchtlinge im Ausland, wie in Jordanien, Libanon oder Syrien, konnten ihr ehemaliges Dorf nicht mehr besuchen, da diese Staaten Israels Existenz nicht anerkannten, also mit Israel keinen Frieden schlossen, keinen Reiseverkehr aufnahmen, sondern nur bis auf weiteres 1949 einen Waffenstillstand vereinbarten, um Israel militärisch beseitigen zu können, wenn sie die Gelegenheit dazu gekommen sehen würden (wie 1973). Vermittelt durch den katholischen Papst Pius XII. gewährte Israel den christlichen Ex-Bewohnern al-Mudschaidils in ihr Dorf zurückzukehren. Unter dem nationalistischen Druck, dass sie nur einer Gesamtlösung für alle und keiner Partikularregelung zustimmen sollten, blieben die Christen aus al-Mudschaidil Binnenflüchtlinge und beließen ihre Kirchen verwaist. Eine der vielen aus Nationalismus verpassten Chancen.
In den zwei Jahren seit Gründung Israels (Mai 1948) fanden hunderttausende jüdische Europäer von jenseits des Mittelmeers Aufnahme wie Flüchtlinge und Vertriebene aus den muslimisch dominierten Nachbarländern, die im Zuge des Palästinakriegs jüdische Araber auswiesen, so dass 1950 auf je 137 einheimische Israelis (jüdische und arabische Israelis) 100 Flüchtlinge (Binnenflüchtlinge, Europa-Flüchtlinge und Mittelost-Flüchtlinge zusammen) kamen. Um diese vielen mittellosen Menschen kümmerte sich die UNO nicht, aber gar durch ein eigenes Flüchtlingshilfswerk unterstützt sie Palästina-Flüchtlinge, darunter gewährte sie auch Israelis Unterstützung, 27.000 jüdischen (1948) und 31.000 nichtjüdischen (1949). Einheimische wie Flüchtlinge wurden alle Israelis. Israelische Behörden wiesen viele der Obdachlosen in erhaltene Unterkünfte ein, die nach Flucht und Vertreibung nichtjüdischer Araber leerstanden. Doch die ursprünglichen Häuser al-Mudschaidils, ausgenommen die Gebäude religiöser Nutzung wie Kirchen, Friedhöfe und Moschee, hatte israelisches Militär bereits 1950 eingeebnet.

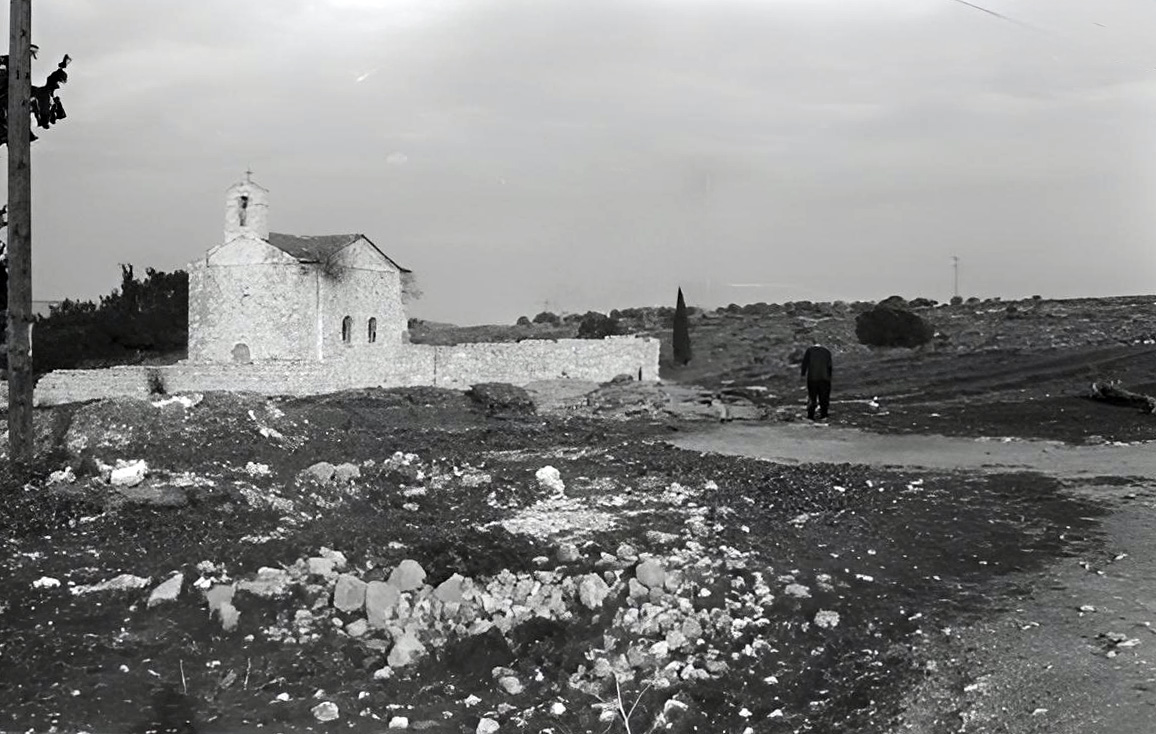
Bewucherte Nikolauskirche im Februar 1964 in der noch unbebauten Wüstung al-Mudschaidils während der Aufforstung als Jaʿar haMelech Gustav haSchischi

Um die vielen geflüchteten Menschen unterbringen zu können, reichten leerstehende Häuser arabischer Palästina-Flüchtlinge nicht, weshalb Israel Maʿebbarot (מַעְבָּרָה Maʿəbbarah, deutsch ‚Übergangslager‘; Pl. Maʿəbbarōt) gründete. Ziel war allerdings nicht, ihr Flüchtlingsdasein zu verstetigen, darüber hätten ja Generationen aussichtslos ihr Leben verwarten müssen, sondern sie an neuer Stätte heimisch zu machen. Erste Menschen, die 1953 feste Unterkünfte in Migdal haʿEmeq bezogen, kamen aus der Maʿebbarat Schimron (מַעְבָּרַת שִׁימְרוֹן Maʿəbbarat Schimrōn, nördlich der Zomet Nahalal gelegen und 1958 geschlossen) und der Maʿebbarat Beit Scheʿarim (מַעְבָּרַת בֵּית שְׁעָרִים Maʿəbbarat Beit Schəʿarīm nördlich des Moschavs gleichen Namens und Ramat Jischais gelegen und 1954 geschlossen) zu denen Neueinwanderer aus China (Mandschurei, Harbin, Magdan und Tianjin) und dem Iran hinzustießen. Migdal haʿEmeq wurde Entwicklungsstadt, auch aus anderen Maʿebbarot zogen Menschen in neue Ortschaften und Städte.
Westlich des geschleiften al-Mudschaidils, eine Wüstung, begann 1953 das neue Migdal haʿEmeq, das sie – da zu seinem Gemeindegebiet gehörig – erst viel später im Prozess seines weiteren räumlichen Wachstums einbezog. Da sie zunächst noch außerhalb des bebauten Migdal haʿEmeqs lag, begann der Jüdische Nationalfonds die Wüstung ab 1962 aufzuforsten. Dachverbände schwedischer jüdischer Gemeinden stifteten zu Ehren König Gustav VI. Adolfs von Schweden anlässlich seines 80. Geburtstags 1962 den Jaʿar haMelech Gustav haSchischi (יַעַר הַמֶּלֶךְ גּוּסְטַב הַשִּׁישִׁי Jaʿar haMelech Gūstav haSchīschī, deutsch ‚Wald des Königs Gustavs VI.‘, schwedisch Konung Gustaf VI Adolfs Skog), wozu der Nationalfonds die Wüstung ausersehen hatte. In Gegenwart des schwedischen Botschafters Hugo Tamm und des Finanzministers Gunnar Sträng wurde die Aufforstung feierlich begonnen, die Beteiligten pflanzten eigenhändig erste Bäumchen. Durch die rasche Integration der Flüchtlinge entwuchsen die meisten schnell dem Bittstellerdasein als Transferempfänger.
Die römisch-katholische Kapelle des Franziskanerinnenkonvents Erzengel Gabriel (einschließlich umliegendem Grundstück) in Obhut der Kustodie des Heiligen Landes hielt diese auch nach Flucht der örtlichen Katholiken immer in Nutzung durch geistliche, auch konventual lebende Personen. Doch christlich orthodoxer Klerus ist für die Seelsorge bestimmt, gehört also an die Wohnorte der Parochianen, nicht in verwaiste Kirchen. So stand die Nikolauskirche verwaist und verfiel, fiel Einbrüchen und Akten von Rowdytum und Vandalismus anheim. Gleichwohl war Ex-Parochianen und ihren Nachfahren am Erhalt der Nikolauskirche gelegen und als ihr wachsender Wohlstand sie befähigte, Mittel für den Unterhalt der verwaisten Kirche aufzubringen, begannen sie 1994 von Nazareth aus die Kirche wiederherzurichten, was zeitlich in das Patriarchat von Diodoros von Jerusalem (1923–2000; ab 1980 Patriarch) fiel. Als erstes erneuerten sie den Fußboden in der Kirche mit dunklen quadratischen Fliesen.
Ihr Bemühen blieb nicht unentdeckt und fand in Migdal haʿEmeq nicht einhellig Zustimmung. Manche sahen darin einen Versuch, den Status quo durch vollendete Tatsachen zu ändern, so dass ehemalige Binnenflüchtlinge und ihre Nachfahren am Ort Fuß fassen. Die Sachbeschädigungen nie erkannter Heißsporne, die Vertreter der Kirchengemeinde im jüdischen Milieu vermuten, zielten mehrfach auf das renovierte Intérieur der Kirche. Zur nächtlichen Bewachung stellten die Nazarener einen Schuppen auf, den später Unbekannte niederbrannten. Zugleich verunzierten aufgesprühte Graffiti aus Parolen die Wände. Die bis dahin formal nicht organisierte Gruppe von Leuten aus Nazareth, darunter Rum-Orthodoxe aber auch Muslime mit Bezug zu al-Mudschaidil, die sich für den baulichen Erhalt der Nikolauskirche einsetzten, änderten daraufhin ihr Vorgehen, um Unterstützung für ihr Bemühen zu gewinnen. Sie gründeten 1999 einen Verein, den sie im Vereinsregister eintragen ließen, definierten in der Satzung ihr Anliegen, den vom Status quo gedeckten Erhalt der Kirche aktiv sicherzustellen und traten mit zuständigen Behörden und der interessierten Öffentlichkeit in Kontakt und ins Gespräch.
Nimr al-Chatib (نِمْرَ الْخَطِيب, DMG Nimr al-Ḥatīb), Vorsitzender des Vereins und weitere Vertreter aus der Mitte der Mitglieder trafen sich mit Vertretern des Stadtrats Migdal haʿEmeqs und vom Ministerium für Dienstleistungen zur Religionsausübung. Es entstand eine gemeinsame Basis und der Verein machte Fortschritte in puncto Akzeptanz für das Anliegen der Engagierten. Zugleich interpretierte Isabelle Humphries, wie viele Vertreter eines völkerrechtlich unbegründeten Rückkehranspruchs zu Gunsten aller ehemaliger Palästina-Flüchtlinge einschließlich ihrer im In- und Ausland nachgeborenen und niedergelassenen nie geflohenen Nachfahren, dass das Bemühen der arabischen Israelis um die Nikolauskirche tatsächlich Auftakt zur Durchsetzung dieses Rückkehranspruchs sei, der darauf abzielt die entstandene Existenz Israels durch Bevölkerungsbewegungen von Ausländern in sein Gebiet aufzuheben. Entsprechend bezogen Mitglieder des Stadtparlaments, die diese international verbreiteten Erwartungen, einen Rückkehranspruch durchsetzen zu können, ernst nehmen, eine offen ablehnende Haltung gegen den ihrer Ansicht nach vertretenen Geist der Vereinstätigkeit.
Das formulierte Vereinsziel, die im Rahmen der freien Religionsausübung geschützte Kirche baulich zu unterhalten und zu renovieren, um sie vor Verfall zu bewahren, ist gesetzlich unbestreitbar zulässig. Der aus Haifa gebürtige Gemeindepriester Raʾid Riḍwan (رائد رضوان, DMG Rāʾid Riḍwān; religiöser Name seit Priesterweihe 1985: Vater Roman; 1960–2024) hatte sich Ende der 1990er Jahre entschieden, die Nikolauskirche mitzurestaurieren, um sie perspektivisch als Gemeinde für russischsprachige orthodoxe Christen zu nutzen. Im Jahre 2006 wusste er zu berichten, dass die vormals wiederholt vorgekommenen Sachbeschädigungen dann zurückgingen. Die Akzeptanz der Nikolauskirche am Ort nahm zu und Vereinsmitglieder und Freunde des Projekts konnten bis August 2004 durch ihre Beiträge (finanzielle wie solche in Eigenleistung) und mit Hilfe von Sach- und Geldspenden Dritter die Restaurierung der Nikolauskirche schließlich abschließen. Metropolit Kyriakos von Nazareth weihte das Gotteshaus schließlich 2004 wieder seinem Zweck als Pfarrkirche der lokalen Parochie, wo orthodoxe Ex-Bewohner al-Mudschaidils und deren Nachkommen seit 2004 manchen Sonntag wieder Gottesdienst hielten. Wegen wiederkehrender Behinderungen der christlich-orthodoxen Gottesdienste wandte sich Vater Roman an Bürgermeister Elijahu Barada und daraufhin war dann im folgenden Jahr mehr oder minder Ruhe.
Nachdem in den 1990er Jahren viele Sowjetbürger und Einwohner der Sowjetfolgestaaten Alija machen konnten, die Juden und Enkeln von Juden offensteht, wurden als deren Angehörige auch zehntausende christliche Orthodoxe Israelis. Nach Angaben des israelischen Außenamts kamen Anfang der 1990er Jahre aus den GUS-Staaten 30.000 orthodoxe Christen, Oleg Ussenkow (אוֹלֶג אוּסֶנְקוֹב ukrainisch Олег Усенков), Sprecher der Sophia (סוֹפִיָּה - עֲמֻתַּת הַנּוֹצְרִים הָאוֹרְתּוֹדוֹכְּסִים בְּיִשְׂרָאֵל Sōfijjah – ʿAmuttat haNōtzrīm haʾŌrtōdōksīm bəJisraʾel, deutsch ‚Sophia – Verein der Orthodoxen Christen in Israel‘) sagt, dass nach groben Schätzungen zwischen 70.000 und 100.000 europäischstämmige orthodoxe Christen im Lande leben. Auch in Migdal haʿEmeq sind hinreichend neuisraelische christliche Orthodoxe ansässig, um eine neue lokale Parochie zu gründen. Die im Verein engagierten Nazarener und Sympathisanten freuten sich, dass die von ihnen baulich erhaltene, aber wegen der räumlichen Trennung eher gelegentlich genutzte Kirche wieder eine lokale Gemeinde erhält, die den Sakralbau kontinuierlich nutzt.
Die israelische rum-orthodoxe Kirche ist gemäß gegenseitigem Abkommen aller orthodoxen Kirchen alleinig für christliche Orthodoxe im Lande zuständig, die (1) als Israelis sich durch Taufe dieser christlichen Konfession anschließen oder (2) als bereits Angehörige einer orthodoxen Kirche anderwärts durch Einbürgerung Israelis werden und sich im Lande niederlassen bzw. als Ausländer dauerhaft oder auf Zeit ihren Aufenthalt in Israel haben. Der zuständige Metropolit Kyriakos von Nazareth, berief Hieromonach Roman (er blieb bis 2010) als Priester an der Nikolauskirche, da er auch die altkirchenslawische Göttliche Liturgie beherrschte und über Kenntnisse der Russischen Sprache verfügte. Die in Israel für christliche Orthodoxe zuständige Kirchenjurisdiktion erlaubt allerdings den russisch-orthoxen Kirchen sich seelsorgerisch um ihre Mitglieder zu kümmern, während sie zu Zielen in Israel pilgern.
Erschüttert waren die Parochie und ihr verbundene Freunde, als die Nikolauskirche in der Nacht zum 8. Juni 2006 doch noch einmal Ziel mutwilliger Sachbeschädigungen wurde. Unbekannte zerschlugen die Fenster, um mit langen Stangen ins Innere zu langen, wo sie auf diese Weise viele der Ikonen herabrissen. Auf dem Grundstück draußen innerhalb der Einfriedung um die Kirche schändeten sie die Gräber zweier Priester – von Vater Chalil Choury (خليل خوري, DMG Ḫalīl Ḫūriyy), erster Abuna an der Kirche und seines Sohnes, Vater Juhanna Choury (يوحنّا خوري, DMG Yūḥannā Ḫūriyy). Zudem stießen sie den Wassertank draußen um, der vor Anschluss der Kirche an die Wasserversorgung, genutzt wurde.

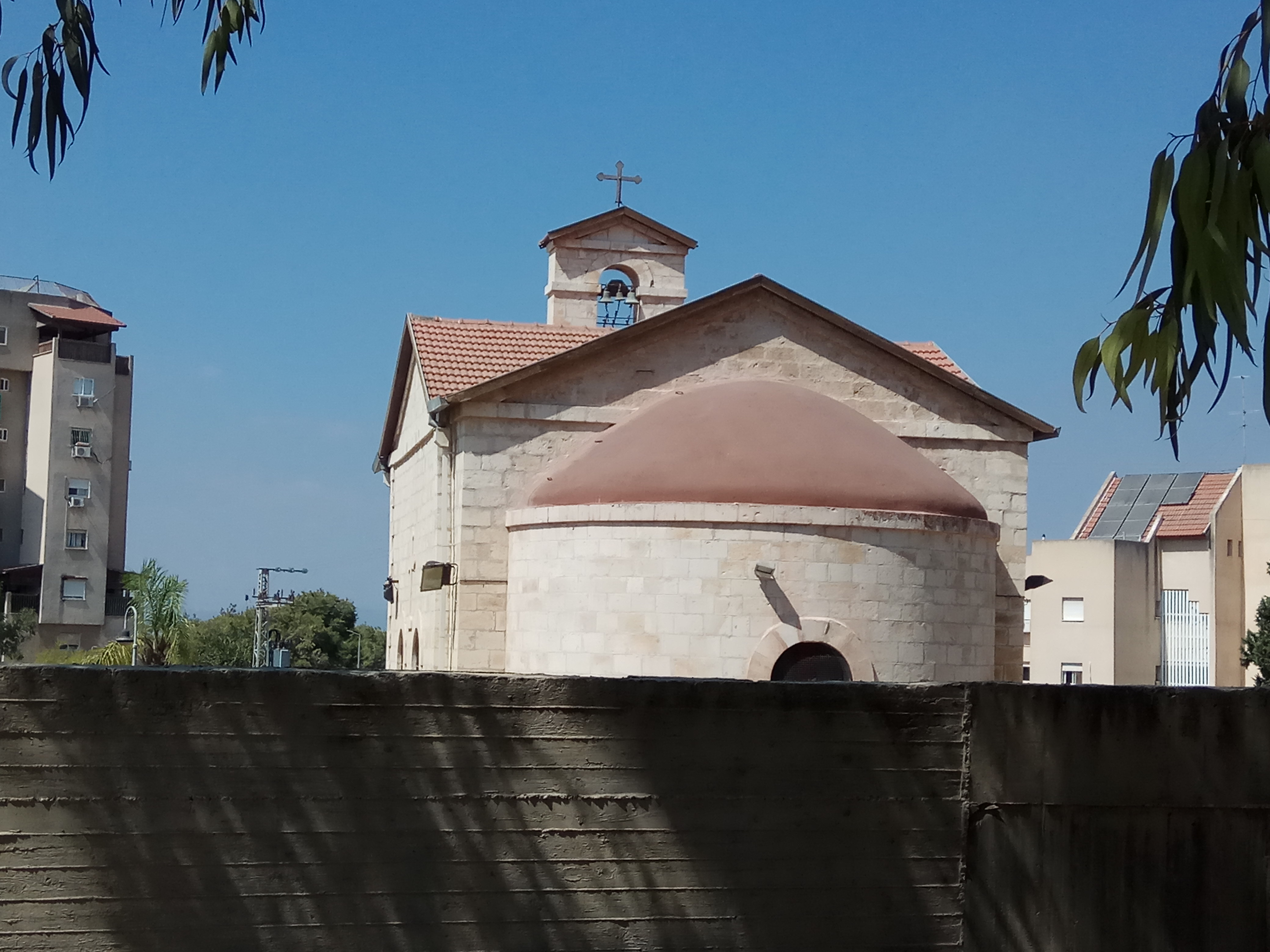
Blick von Osten über die Einfriedung zur Kirche mit ihrer Apsis vor Mehrgeschossern im Rechov haGai, 2018

Diese Sachbeschädigungen zeigten, wie notwendig die Einfriedung des Kirchengrundstücks war, die das städtische Baudezernat kurz zuvor genehmigt und die Gemeinde bis September des Jahres aufführen lassen hatte. Das Mennonite Central Committee (MCC) gewährte einen Zuschuss dazu, wie sein Projektmanager Bassem Thabet in Jerusalem erläutert, um eine Einfriedung zu errichten, wodurch Vandalismus solchen Ausmaßes unterbunden wurde. Für den rum-orthodoxen Friedhof stand die Genehmigung zur Einfriedung 2006 noch aus. Das Baudezernat genehmigte auch den Anschluss der Kirche ans Stromnetz, jener an die Wasserversorgung folgte bald.
Dass Patriarch Theophilos III. von Jerusalem im Frühjahr 2010 Hieromonach Roman nach Yafa al-Nasiriyyah versetzte, rief das dessen Widerspruch hervor und wurde auch in der Parochie nicht einhellig goutiert. Als Hieromonach Roman schließlich 2012 wegen Kooperation mit der als schismatisch gesehenen Russischen Orthodoxen Kirche im Ausland (Agathangelos) aller Ämter enthoben wurde, entfremdete viele Gemeindeglieder. Noch zu Weihnachten im Januar 2013, die Parochie Migdal haʿEmeq ist altkalendarisch, blieben viele Kirchgänger als Ausdruck ihrer Missbilligung der Absetzung Romans fern, den Hieromonach Seraphim ersetzte.
Zu Ostern finden sich Kirchgänger aus nah und fern in der Nikolauskirche im Norden Israels ein, vor allem russischstämmige christlich-orthodoxe Israelis. Gläubige kommen mit Körben voller traditionell bemalter Ostereier und mit selbst gebackenen Paska (Osterkuchen), wie am 28. April 2019. Die Kirche ist so voll, dass viele draußen stehen, wo auch die meisten jüdischen Ehehälften der Kirchgänger die Feier abwarten.
An Schabbat, den 8. Juni 2019 vor Pfingsten, besuchte Patriarch Theophilos III. von Jerusalem die St. Nikolauskirche in Migdal haʿEmeq und leitete die Göttliche Liturgie in einem Gottesdienst für die Kirchgänger. Außer der lokalen Gemeinde mit Vater Seraphim begleiteten den Patriarchen Vertreter anderer rum-orthodoxer Parochien im Norden Israel sowie Würdenträger der rum-orthodoxen Kirche. Die Zelebranten lasen das Heilige Evangelium auf Arabisch, Griechisch und Russisch. Am Ende der Messe überreichte der Patriarch Vater Seraphim ein juwelenbesetztes Kreuz und eine Ikone des Heiligen Seraphim.

## Kirchengebäude

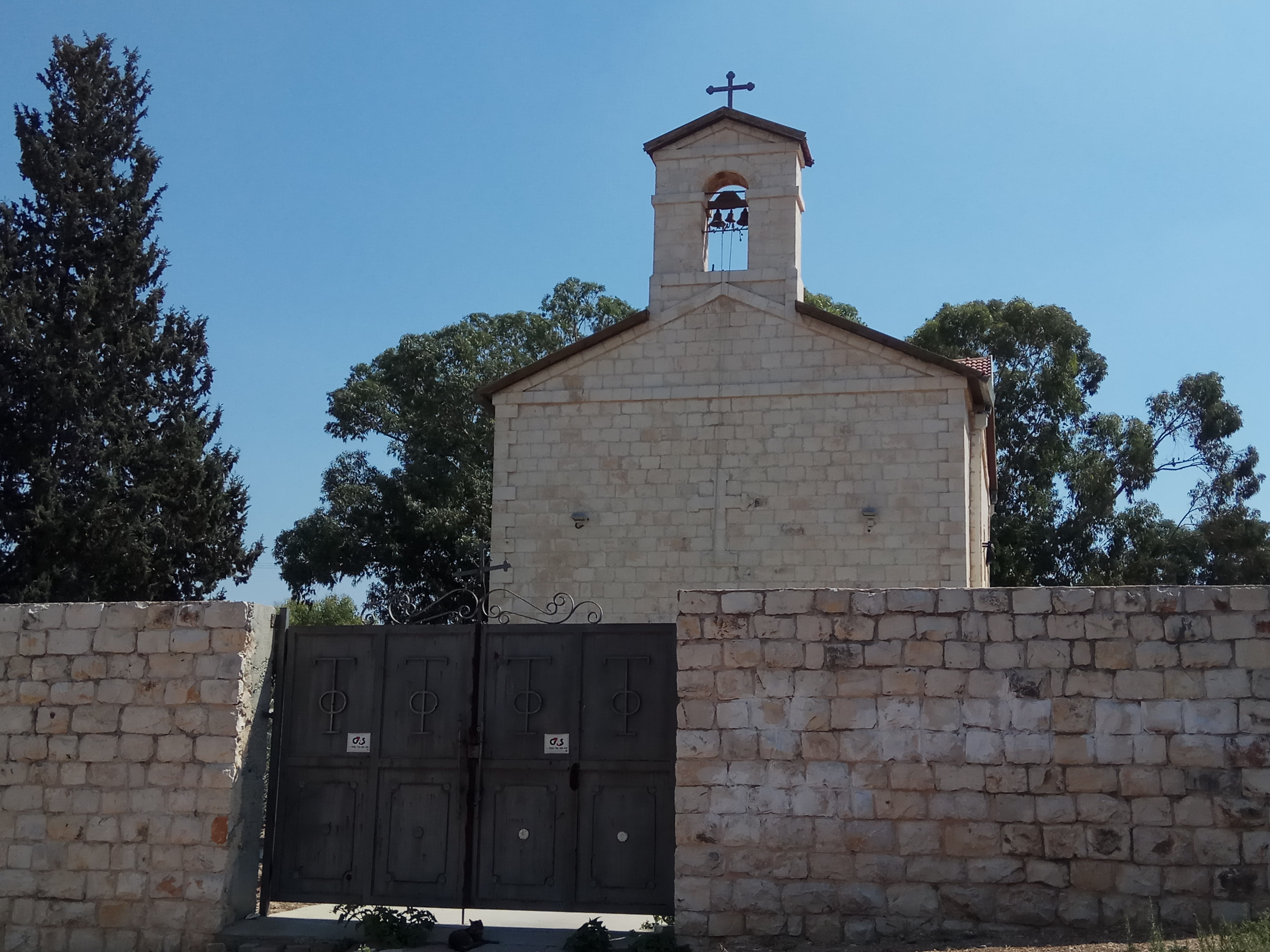
Blick von Osten zur Kirche über Umfriedung und Tor mit Taphos-Zeichen, dem Symbol der orthodoxen Bruderschaft vom Heiligen Grabe, 2018

Das flache mit roten Ziegeln belegte Kreuzdach ist nach Westen leicht verlängert, um auch den tonnengewölbten westlichen Eingangsbereich der Kirche zu bedecken. Die Sockelzone ist in drei Lagen als Bossenwerk ausgeführt. Die Fassaden sind steinsichtig aus hellem Werkstein gemauert, die Gebäudeecken durch hervortretende Eckquader betont. Über dem Westportal und den je zwei Fenstern an den Längsseiten formen aus der Fläche vorspringend gesetzte Steine große lateinische Kreuze. Das Kirchengebäude ist geostet. Der leicht in Ost-West-Richtung gestreckte Bau hat seinen Hauptzugang in der Westfassade, über der sich ein Glockengiebel mit drei Glocken erhebt. An der Nordseite gibt es einen zweiten Eingang.
Im Osten stülpt sich eine Apsis mit mittigem Fenster aus der Fassade, wo sich inwärts das Allerheiligste befindet, das die Ikonostasis vom übrigen Kircheninneren trennt. Die geringe Breite erlaubt nur eine Ikonostasis, wo sich zwischen deren drei Türen je zwei Fächer mit je zwei Ikonen finden. Die Ausstattung der hölzernen Ikonostasis mit Ikonen passend für die entsprechenden Fächer war bis 2013 abgeschlossen. Der Kirchenraum vor der Ikonostasis besteht aus einem Joch mit einem Kreuzgewölbe. Die Ausmalung des Kirchenraums erfolgte über die Jahre zwischen 2013 und 2022. Durchgehend eng bebildert sind die Scheidbögen zwischen Apsis und Kirchenraum sowie zwischen diesem und dem tonnengewölbten Eingangsbereich. In diesem Bereich hängt eine Empore unter dem Tonnengewölbe. Den Kreuzungspunkt des Gewölbes ziert eine Deckenmalerei des Christos Pantokrator, worunter ein mächtiger Lüster hängt.
Wie in anderen Kirchgemeinden in der Metropolis Nazareth sind auch in Migdal haʿEmeq Laien an der Gestaltung des Gottesdienst beteiligt und lesen zum Beispiel die jeweiligen Abschnitte aus der Bibel oder singen im Chor, den Vater Seraphim leitet.
Das umfriedete Grundstück der Nikolauskirche umfasst einiges Freigelände, wo sich unter anderem an der Westecke der Südfassade zwei Grabmale befinden. Jenes des ersten Geistlichen der Kirche Vater Chalil Choury (خليل خوري, DMG Ḫalīl Ḫūriyy), der als erster Priester sein Amt mit Baubeginn 1894 antrat. Daneben ist das Grab seines Sohns Juhanna Choury (يوحنّا خوري, DMG Yūḥannā Ḫūriyy), ebenfalls Geistlicher an St. Nikolai. Das eiserne Tor in der Umfriedung weist Dellen auf, die vor 2004 durch mutwillige Steinwürfe dagegen entstanden.“

## Parochie Migdal haʿEmeq
Die heutige Rum-Orthodoxe Kirchengemeinde Migdal haʿEmeq (arabisch رَعِيَّةُ الرُّومِ الْأُرْثُوذُكْسِيَّةِ مِجْدَال هَعِيمِق, DMG Raʿiyyat al-Rūm al-ʾUrṯūduksiyya Miǧdāl Haʿīmiq) geht auf die Einwanderung christlicher Orthodoxer aus der Sowjetunion und der Gemeinschaft Unabhängiger Staaten zurück, die in den 1990er Jahren begann. Mit der ʿAlijjah von etwa 770.000 jüdischen und jüdischstämmigen, meist russischsprachigen ehemaligen Sowjetbürgern (1989–1995) gefolgt von noch einmal 130.000 Personen gleichen Hintergrunds bis 2007 kamen als deren Angehörige etwa 300.000 ebenfalls meist russischsprachige Nichtjuden nach Israel, von denen viele, vielleicht 30.000 bis 40.000 (2016) christliche Orthodoxe sind, die den israelischen griechischen orthodoxen Pfarreien zuzurechnen sind. „Als wir unsere Kirche in Migdal haʿEmeq gründeten, fragten sich viele: ‹Woher sollen in dieser kleinen Stadt Christen kommen?› Es stellte sich heraus, dass es dort viele davon gibt“, sagt Oleg Ussenkow von Sophia, der Interessengemeinschaft orthodoxer Christen in Israel.
Gottesdienste in der Nikolauskirche finden statt freitags, sonnabends und an Feiertagen vormittags, an anderen Tagen ist sie üblicherweise geschlossen. Die Göttliche Liturgie wird sonnabends von morgens bis mittags gehalten. „Werktags kommen Dutzende Gläubige in die Kirche, an Feiertagen Hunderte.“ Und, so Ussenkov, kämen in den letzten Jahren immer mehr Menschen aus ihrer Deckung, um sich der Kirche zuzuwenden, da das Bedürfnis nach Spiritualität, einem Zentrum des Glaubens, Feiertagen und Ritualen gewachsen sei. Arbeitsmigranten aus Bulgarien und Rumänien verstärken als Kirchgänger die Gemeinde, wie gastweise die Nazarener, Ex-Bewohner al-Mudschaidils und ihre Nachfahren.

### Geistliche
Der arabische Terminus für einen christlichen Geistlichen ist أب / Ab / ‚Vater‘, die vertrauliche Ansprache lautet Abuna, unser Vater. Als Geistliche dienten der Parochie:
- 1894–19??: Chalil Choury (خليل خوري, DMG Ḫalīl Ḫūriyy), erster Abuna an der Kirche
- 19??–19??: Juhanna Choury (يوحنّا خوري, DMG Yūḥannā Ḫūriyy), Sohn des vorigen
- 2004–2010: Raʾid Riḍwan (1960–2024; رائد رضوان, DMG Rāʾid Riḍwān; religiöser Name Vater Roman)
- 2010––000: Archimandrit Seraphim (ehemals Hieromachos)